# Marquesat d'Orís

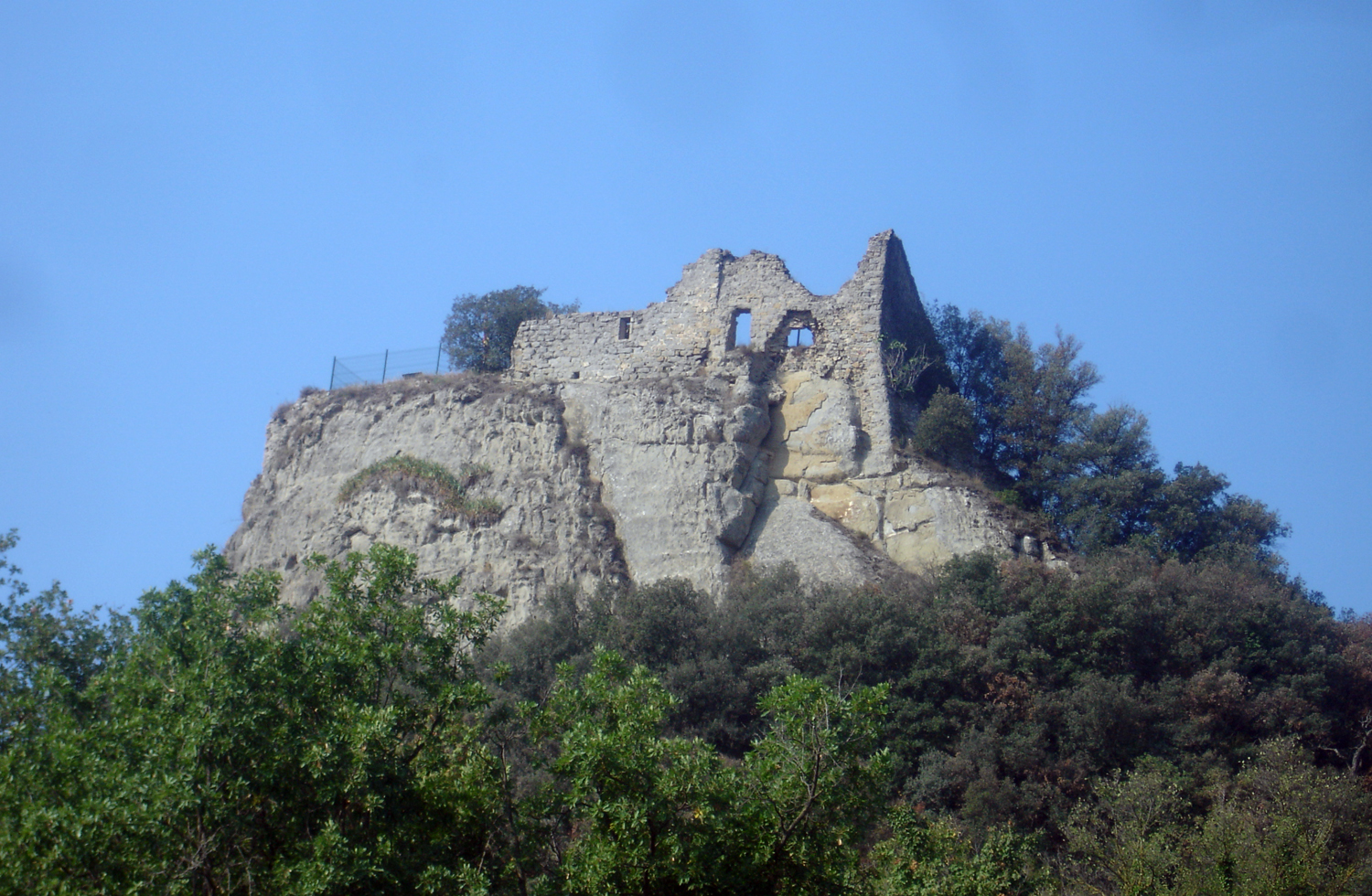
Restes de l'antic Castell d'Orís, d'on era senyor Carles d'Orís Puiggener, I marquès d'Orís

El Marquesat d'Orís és un títol nobiliari espanyol creat l'1 d'agost de 1708 per l'Arxiduc Carles d'Àustria a favor de Carles d'Orís i de Puiggener, senyor del castell d'Orís (Osona), fill de Francesc de Puiggener i de Nicolau i de Magdalena d'Orís i d'Alemany-Descatllar.

## Marquesos d'Orís
|                                                 | Titular                                         | Període                                         |
| Creació per Arxiduc pretendent Carles d'Àustria | Creació per Arxiduc pretendent Carles d'Àustria | Creació per Arxiduc pretendent Carles d'Àustria |
| ----------------------------------------------- | ----------------------------------------------- | ----------------------------------------------- |
| I                                               | Carles de Puiggener i d'Orís                    | 1708- ?                                         |
| Rehabilitat per Alfons XIII                     |                                                 |                                                 |
| II                                              | Carles de Sentmenat i Sentmenat                 | 1915-1935                                       |
| III                                             | Félix de Sentmenat i Güell                      | 1935-1971                                       |
| IV                                              | Santiago de Sentmenat i Urruela                 | 1971-2020                                       |
| V                                               | Anna Isabel de Sentmenat i Vilà                 |                                                 |

## Història
Els drets del marquesat d'Orís, suprimit arran de la Guerra de Successió, foren portats per:
- Carles Ramon de Puiggener-Orís i Descatllar
- Raimunda de Puiggener-Orís i de Boïl d'Arenós, baronessa d'Orís, casada el 1769 amb Pere d'Alcàntara de Sentmenat i Copons, la qual aportà patrimoni dels llinatges Vallgornera i Orís al llinatge Sentmenat;
- Carles de Sentmenat i de Puiggener-Orís, VI marquès de Castelldosrius;
- Carles de Sentmenat i de Riquer, VII marquès de Castelldosrius;
- Ramon de Sentmenat i Sáenz-Ramírez, VIII marquès de Castelldosrius, el fill del qual per rehabilitació el 1915:
- Carles de Sentmenat i de Sentmenat (1862- .), II marquès d'Orís, IX marquès de Castelldosrius Gran d'Espanya, XXV baró de Santa Pau. Va casar-se amb Isabel Güell i López, filla d'Eusebi Güell i Bacigalupi, I comte de Güell i de Luisa Isabel López i Bru, germana de Claudi López i Bru, II marquès de Comillas. El va succeir el seu fill:
- Félix de Sentmenat i de Güell (1908-.), III marquès d'Orís, X marquès de Castelldosrius Gran d'Espanya, VIII marquès de Benavent, XXVI baró de Santa Pau. Va casar-se amb Maria del Remei de Urruela i Sanllehy. El va succeir el seu fill:
- Santiago de Sentmenat i de Urruela (-+ 12 de desembre de 2020), IV marquès d'Orís, XI marquès de Castelldosrius, XVIII baró de Santa Pau. Va casar-se amb Anna Maria Vilà Huarte (+ 19 de maig de 2020). El va succeir la seva filla gran:
- Anna Isabel de Sentmenat i Vilà (R.C.S. de BOE 6 d'agost de 2021), V marquesa d'Orís, actual titular. Va casar-se amb Carlo Umberto Campanini Bonomi. Amb descendència.